# ¡Viva lo imposible! (película)
¡Viva lo imposible! es una película española de comedia estrenada en 1958, dirigida por Rafael Gil y protagonizada en los papeles principales por Paquita Rico, Manolo Morán y Miguel Gila.
Está basada en la obra de teatro homónima escrita por Miguel Mihura en colaboración con Joaquín Calvo Sotelo.
La película formó parte de la selección oficial y candidata al Oso de Oro en la 8ª edición del Festival Internacional de Cine de Berlín.
Por su papel en la película Manolo Morán obtuvo el galardón al mejor actor principal, premiado con 30.000 ptas., en los premios otorgados por el Sindicato Nacional del Espectáculo relativos a la producción de 1958.

## Sinopsis
Sabino López, harto de su monótona y triste vida como funcionario en la que su salario a duras penas le llega para subsistir, decide abandonar su trabajo, su ciudad y, en general toda su vida anterior, para enrolarse junto a su familia en un circo ambulante. Poco después descubren que su nueva vida no es tan divertida como creían, ya que los artistas del circo también están cansados del continuo viajar por carreteras y caminos, sin un hogar propio ni sueldo fijo.

## Reparto
- Paquita Rico ... Palmira López
- Manolo Morán ... Don Sabino López
- Miguel Gila ... Adriani
- Julio Núñez ... Eusebio López
- Julia Caba Alba ... Rosa
- José Marco Davó ... Don Emilio
- Fernando Sancho ... John
- Raúl Cancio ... Saturnino
- Vicky Lagos ... Margot
- Ángel Ter ...	Zozof
- Tony Soler ... Pilar
- Mario Morales ... Fernando
- Yelena Samarina ... Eloísa
- Jesús Narro ... Payaso violinista
- José Ramón Giner ... Vecino
- Erasmo Pascual ... Marcial
- Julia Delgado Caro ... Abuela en restaurante
- Laura Valenzuela ... Pili
- Miguel Ángel Rodríguez ... Manolito
- José María Rodero ... Vicente García
- Jacqueline Pierreux ... Miss Mirra
- Vicente Bañó ... Tramoyista
- Joaquín Bergía ... Acomodador 1
- Rafael Cortés ... Hombre con turbante
- Juan Córdoba ... Don Claudio Bustamante
- Goyo Lebrero ... Camarero
- Fernando Rey ... Narrador
- Luis Rivera ... Acomodador 2